# U-Bahnhof Friedenheimer Straße
Der U-Bahnhof Friedenheimer Straße ist ein Bahnhof der Münchner U-Bahn.

## Beschreibung
Der in Laim liegende U-Bahnhof ist nach dem ehemaligen Gutshof Friedenheim benannt. In West-Ost-Richtung liegt er direkt unter der Zschokkestraße nahe deren Kreuzung mit der Friedenheimer Straße. Der Bahnhof wurde am 24. März 1988 eröffnet und wird heute von der U5 bedient. Den Bahnhof erreicht man von Westen über das Sperrengeschoss, wo sich zwei Zugänge entlang der Ostseite der Friedenheimer Straße beiderseits der Zschokkestraße befinden. Vom Sperrengeschoss führen Roll- und Festtreppen zum Bahnsteig. Am Ostende führen ein Lift sowie Fahr- und Festtreppen in ein Zwischengeschoss. Von dort führen sowohl ein Lift als auch Fahr- und Festtreppen zur Zschokkestraße. Der Bahnhof ähnelt dem U-Bahnhof Laimer Platz, besitzt aber keine Säulen. Die Hintergleiswände bestehen aus weißen Paneelen mit schmalen grünen Stegen, die schräg von links unten nach rechts oben verlaufen. Die Decke des Bahnsteigs ist hier mit grünen Paneelen verkleidet. Die Decke über den Gleisen besteht wie sein Nachbar aus unbehandeltem Beton.
| Linie | Linienverlauf |
| ----- | --- |
| U5    | Laimer Platz – (670 m) – Friedenheimer Straße – (791 m) – Westendstraße – (806 m) – Heimeranplatz – (671 m) – Schwanthalerhöhe – (927 m) – Theresienwiese – (711 m) – Hauptbahnhof – (521 m) – Karlsplatz (Stachus) – (811 m) – Odeonsplatz – (933 m) – Lehel – (928 m) – Max-Weber-Platz – (1080 m) – Ostbahnhof – (1602 m) – Innsbrucker Ring – (982 m) – Michaelibad – (1708 m) – Quiddestraße – (778 m) – Neuperlach Zentrum – (764 m) – Therese-Giehse-Allee – (722 m) – Neuperlach Süd |